# Resolució 1530 del Consell de Seguretat de les Nacions Unides
La Resolució 1530 del Consell de Seguretat de les Nacions Unides, adoptada per unanimitat l'11 de març de 2004 va condemnar els atemptats terroristes ocorreguts aquest mateix dia a Madrid atribuint la seva autoria erròniament a ETA. La resolució reafirmava la determinació del Consell a lluitar contra totes les formes de terrorisme conforme al que es disposa en la Carta de les Nacions Unides i instava als estats membres al fet que cooperessin activament en aquesta fi d'acord amb el que s'expressa en la resolució 1373 del 28 de setembre de 2001.
La resolució va ser aprovada per unanimitat en la 4923a sessió del Consell de Seguretat. El projecte de resolució, presentat conjuntament per França i Espanya (país que per coincidència era membre no permanent del Consell en aquell moment), va fer esment exprés a ETA com a responsable dels atemptats per petició expressa de la representant espanyola, la qual cosa va generar reticències en la delegació russa ja que ETA no havia realitzat cap reivindicació. No obstant això, tal discrepància no va ser plantejada durant la sessió, que va mancar de debat al no haver-hi objeccions abans de sotmetre el projecte de resolució a votació.